# Oberonioides oberoniiflora
Oberonioides oberoniiflora är en orkidéart som först beskrevs av Gunnar Seidenfaden, och fick sitt nu gällande namn av Dariusz Lucjan Szlachetko. Oberonioides oberoniiflora ingår i släktet Oberonioides och familjen orkidéer.
Artens utbredningsområde är Thailand. Inga underarter finns listade i Catalogue of Life.